# Are You Dead Yet?
Are You Dead Yet? (рус. Ты ещё жив?) — пятый студийный альбом финской мелодик-дэт группы Children of Bodom, вышел в Финляндии 14 сентября 2005 года и во всём мире 19 сентября 2005 года под лейблом Century Media. Это первый альбом Children of Bodom, представляющий гитариста Роопе Латвала в связи с уходом Александра Куоппала. Ранее выдающееся влияние пауэр-метала резко уменьшилось в этом альбоме.
Две песни из этой записи были выпущены в качестве синглов («Trashed, Lost & Strungout» и «In Your Face»). Также было снято три видеоклипа на песни «Trashed, Lost & Strungout», «In Your Face» и «Are You Dead Yet?»

## Информация об альбоме
Вся музыка написана Алекси Лайхо, кроме седьмого трека, написанного Алекси Лайхо и Роопе Латвала. Все тексты написаны Алекси Лайхо, кроме шестого трека, написанного Алекси Лайхо и Кимберли Госс. Буклет альбома не содержит текстов песен в связи с тем, что Алекси Лайхо устал от людей, жалующихся на то, что им не нравятся его тексты. Однако 17 октября на новом сайте Children of Bodom были выложены тексты трёх песен: «Living Dead Beat», «Are You Dead Yet?» и «Bastards of Bodom».
Are You Dead Yet? — первый альбом, имеющий два сингла. «Trashed, Lost & Strungout» был выпущен как сингл в 2004 году, а «In Your Face» был выпущен в августе 2005-го, незадолго до самого альбома. Также он стал первым альбомом с тремя клипами, и их третий клип представлял альбом.
If you want peace… Prepare for war — перевод на английский латинской фразы «Si vis pacem, para bellum».

## Список композиций
Слова и музыка всех песен — (если не указано иначе) — Алекси Лайхо.
| №  | Название                                                                         | Длительность |
| -- | -------------------------------------------------------------------------------- | ------------ |
| 1. | «Living Dead Beat»                                                               | 5:18         |
| 2. | «Are You Dead Yet?»                                                              | 3:54         |
| 3. | «If You Want Peace… Prepare for War»                                             | 3:57         |
| 4. | «Punch Me I Bleed»                                                               | 4:51         |
| 5. | «In Your Face»                                                                   | 4:16         |
| 6. | «Next in Line» (слова: Кимберли Госс и Алекси Лайхо)                             | 4:19         |
| 7. | «Bastards of Bodom» (слова: Кимберли Госс, музыка: Роопе Латвала и Алекси Лайхо) | 3:29         |
| 8. | «Trashed, Lost & Strungout»                                                      | 4:01         |
| 9. | «We’re Not Gonna Fall»                                                           | 3:17         |

| №   | Название                                            | Автор(ы)                                             | Длительность |
| --- | --------------------------------------------------- | ---------------------------------------------------- | ------------ |
| 10. | «Oops!… I Did It Again» (кавер-версия Бритни Спирс) | Макс Мартин, Рами                                    | 3:19         |
| 11. | «Talk Dirty to Me» (кавер-версия Poison)            | Брет Майклс, Рикки Рокетт, Бобби Долл, Си Си ДеВилль | 3:35         |

| №   | Название                                                    | Автор(ы)   | Длительность |
| --- | ----------------------------------------------------------- | ---------- | ------------ |
| 10. | «Somebody Put Something in My Drink» (кавер-версия Ramones) | Ричи Рамон | 3:18         |

| №   | Название                                 | Автор(ы)                  | Длительность |
| --- | ---------------------------------------- | ------------------------- | ------------ |
| 10. | «Rebel Yell» (кавер-версия Билли Айдола) | Билли Айдол, Стив Стивенс | 4:12         |

## Участники записи
Children of Bodom
- Алекси Лайхо — вокал, соло-гитара
- Роопе Латвала — соло и ритм-гитара
- Янне Вирман — клавишные
- Хенкка Сеппяля — бас-гитара
- Яска Раатикайнен — ударные

дополнительные музыканты
- Александр Куоппала — ритм-гитара в «Somebody Put Something in My Drink»
- Йонна Косонен — женский вокал в «Oops!… I Did It Again»

## Позиции в чартах
| Уровни продаж и сертификации |              |                |                   |
| Страна                       | Сертификация | Уровень продаж | Дата сертификации |
| Финляндия                    | золотой      | 24 253         | 2005              |

| Чарт                                | Позиция |
| ----------------------------------- | ------- |
| Австрия (Ö3 Austria)                | 42      |
| Финляндия (Suomen virallinen lista) | 1       |
| Франция (SNEP)                      | 67      |
| Германия (Offizielle Top 100)       | 16      |
| Италия (Classifica album)           | 80      |
| Япония (Oricon)                     | 17      |
| Швеция (Sverigetopplistan)          | 16      |
| Швейцария (Schweizer Hitparade)     | 79      |
| США (Billboard 200)                 | 195     |